# Coll Forcat
El Coll Forcat és una collada situada a 828,2 m alt a la carena de la Serra de l'Albera que separa el terme municipal de la Jonquera, a la comarca de l'Alt Empordà del comunal de l'Albera, a la del Vallespir, de la Catalunya del Nord.
És a prop de l'extrem sud-est del terme de l'Albera i al nord del de la Jonquera. Queda al nord-est del Puig de Llobregat i al sud-oest del Puig dels Pinyers.
En aquest coll hi ha la fita de frontera número 582: una creu esculpida i pintada en negre, AMB el marc blanc que sol envoltar la creu i el número, en una roca plana horitzontal aïllada situada a 6 metres a ponent del camí.
És escenari habitual de les excursions per la Serra de l'Albera.